# Eribau
Eribau de Cardona o d'Urgell, anomenat El Sant (Cardona, Bages, segle x — Pomposa, Emília, Itàlia, 1042) fou un vescomte d'Osona, fill del vescomte d'Osona; Ramon I i bisbe d'Urgell (1035-1042). Fou venerat com a sant tot i no haver estat canonitzat oficialment.
Fill de Ramon de Cardona i d'Engúncia. Quan morí el vescomte d'Osona Bermon I en 1029, sense fills, el succeïren els seus germans Folc I de Cardona i Eribau, que governaren conjuntament fins al 1040, quan morí Folc.
Fou elegit bisbe d'Urgell el 1035, a la mort de Sant Ermengol d'Urgell. Consagrà un gran nombre d'esglésies, entre les quals la Catedral de la Seu d'Urgell, la col·legiata de Sant Vicenç de Cardona (1036) i Sant Serni de Tavèrnoles (1040), i assistí a la consagració de la catedral de Girona (1039). Mantingué bones relacions amb el bisbe Oliba de Vic. El 1040, el rei Ramir I d'Aragó reconegué els drets d'Eribau sobre el bisbat de Ribagorça, del qual se n'havia separat anys abans.
Morí durant un pelegrinatge cap a Terra Santa, probablement a Pomposa (Emília, Itàlia) entre 1040 i 1042. Fou venerat com a sant a la Seu d'Urgell.